# Prison de Mokotów
La prison de Mokotów (en polonais : Więzienie mokotowskie) ou prison Rakowiecka est une prison située dans l'arrondissement de Mokotów à Varsovie, au 37 rue Rakowiecka.
Elle est construite par les Russes dans les dernières années des partages de la Pologne. Pendant l'occupation allemande par le Troisième Reich et plus tard, sous le régime communiste, il s'agit d'un lieu de détention, de torture et d'exécution des opposants politiques et des combattants clandestins.
Un très grand nombre de membres de la résistance, et notamment du mouvement Armia Krajowa (AK), y sont emprisonnés et exécutés. Après la guerre, les résistants adhérant aux mouvements anti-communistes sont également internés et torturés au sein de la prison.
La prison continue de fonctionner de nos jours, détenant des prisonniers en attente de jugement ou de détermination de la peine, ou ceux qui sont détenus depuis moins d'un an.
Un mémorial aux victimes est situé sur un mur extérieur de la prison.

## Victimes de la prison de Mokotów
- Józef Batory (1914-1951), militaire et résistant polonais, membre de l'AK puis du mouvement de résistance anti-communiste Wolność i Niezawisłość (WiN).
- Witold Pilecki (1901-1948), officier de cavalerie et membre de l'AK, célèbre pour s’être volontairement laissé emprisonner à Auschwitz afin de recueillir des informations.
- Emil August Fieldorf (1895-1953), général de brigade de l’AK.
- Adam Doboszyński (1904-1949), soldat, écrivain et homme politique.
- Ludwig Fischer (1905-1947), gouverneur du district de Varsovie pendant l’occupation allemande.
- Josef Albert Meisinger (1899-1947), SS-Obergruppenführer, agent de liaison entre la Sicherheitsdienst et la Kenpeitai